# Wyganów (Grande-Pologne)
Pour les articles homonymes, voir Wyganów.
Wyganów (prononciation : [vɨˈɡanuf]) est un village polonais de la gmina de Kobylin dans le powiat de Krotoszyn de la voïvodie de Grande-Pologne dans le centre-ouest de la Pologne.
Il se situe à environ 7 kilomètres au nord-est de Kobylin (siège de la gmina), à 13 kilomètres au nord-ouest de Krotoszyn (siège du powiat) et à 77 kilomètres au sud de Poznań (capitale régionale).

## Histoire
De 1975 à 1998, le village faisait partie du territoire de la voïvodie de Leszno.

Depuis 1999, Wyganów est situé dans la voïvodie de Grande-Pologne.